# Tipula (Pterelachisus) laetabunda
Tipula (Pterelachisus) laetabunda is een tweevleugelige uit de familie langpootmuggen (Tipulidae). De soort komt voor in het Oriëntaals gebied.